# 未来小子 (饶舌歌手)
内瓦迪厄斯·德曼·威尔伯恩（英语：Nayvadius DeMun Wilburn，1983年11月20日—），较广为人知的藝名是未来小子（英语：Future），是一名美国饒舌歌手、歌手、词曲作家和音樂製作人。他出生并成长在美国佐治亚州的亚特兰大市，以Dungeon Family中一员的身份进入音乐市场，并在那里得到了艺名“未来小子”。在2010年至2011年之间,他推出了一系列混音带。在这之后，未来小子与史诗唱片和A1唱片签约,推出了自己的独立厂牌：Freebandz。随后在2012年4月，未来小子发布了自己的首张专辑《Pluto》，这张专辑获得了人们的广泛好评。2014年4月，未来小子发布了第二张专辑《Honest》，其在专辑排行榜上取得了超越首专的成绩。
2014年至2015年初，未来小子发布了三张混音带: 《Monster》 (2014年)、《Beast Mode》 (2015年) 和《56 Nights》 (2015年)。 在当年晚些时候，他释出了自己的第三张录音室专辑《DS2》和与德雷克的合作专辑，《What a Time to Be Alive》，两张专辑均在美国公告牌二百强专辑榜名列榜首。 2016年2月，未来小子发布的第四张个人专辑《EVOL》，同样在该榜单上排名第一。他的许多单曲如“Turn On the Lights”、“Move That Dope”、“Fuck Up Some Commas”、“Where Ya At”、“Jumpman”和“Low Life”均获得了美国唱片业协会（RIAA）的黄金或以上认证。2018年1月，他客串美國創作歌手泰勒絲的歌曲「End Game」，並獲得許多佳績並獲得白金認證。

## 生活和职业生涯

### 1983-2010：早期生活和职业生涯的开始
内瓦迪厄斯·德曼·威尔伯恩出生并成长在美国佐治亚州的亚特兰大市,以Dungeon Family中一员的身份进入音乐市场,并在那里得到了艺名“未来小子”。他的表哥，音樂製作人里科·韦德（英语：Rico Wade）也是Dungeon Family中的一个成员，韦德鼓励他加强写词的能力，并以嘻哈歌手的身份出道。未来小子很感激韦德，称他为他声音背后的“策划者”。 从那以后他的工作热情使他走向了成功。 从2010年至2011年年初，未来小子发布了一系列的混音带，包括《1000》, 《Dirty Sprite》和《True Story》. 后者包括有关疤面人这部电影的单曲《Tony Montana》。 在这段时间里，未来小子还与另一位说唱歌手Gucci合作，共同制作专辑《Free Bricks》，并共同创作YC的单曲《Racks》。

### 2011-14： Pluto与Honest
2011年9月，未来小子与史诗唱片旗下的美国嘻哈歌手Rocko的A1唱片签署唱片合约，几天之后，他释出了自己的下一张混音带，《Streetz Calling》。 这张混音带被XXL杂志称作一张涵盖了“简单而彻底的自夸”，“未来小子独有的吸引力”与“精心打磨的故事”的专辑。 

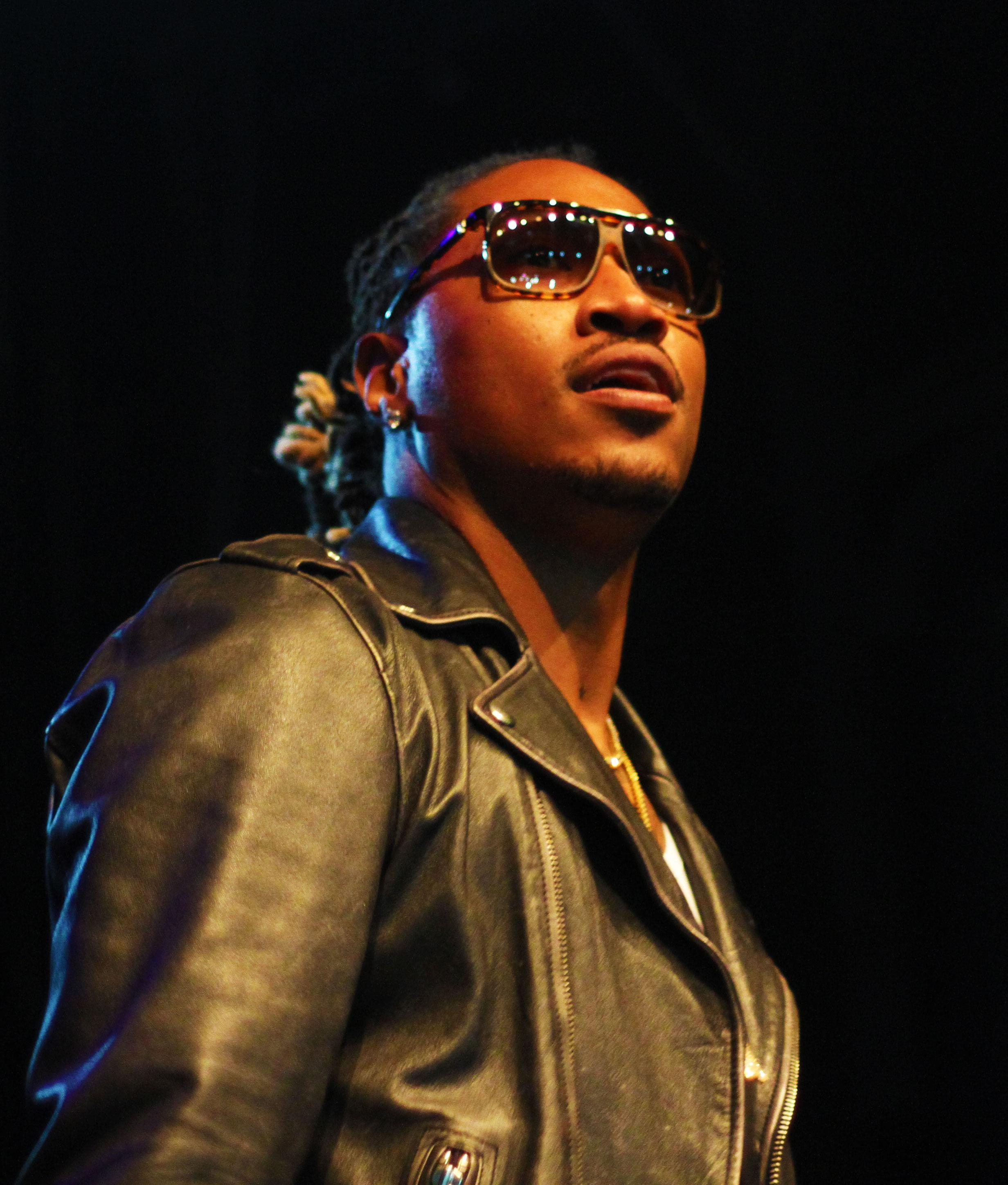
未来小子2014年的演出现场

尽管未来小子在MTV的采访中称《Streetz Calling》将是他发布首张专辑前的最后一张混音带，但在2012年1月，他推出了另一张混音带《Astronaut Status》。2011年12月，未来小子成为了The FADER杂志第七十七期的封面人物。之后，他的专辑于2012年4月正式发布。XXL杂志的特洛伊·马修斯评论道：“虽然《Astronaut Status》没有包含像‘Racks’、‘Tony Montana’和‘Magic’这种粉丝所期望的歌曲，但显而易见的是，他准备将自己在2011年获得的口碑和人气延续到2012年。”2012年初，未来小子被《XXL》杂志评选为“年度新人”之一。原本计划在1月发布的专辑《Pluto》，最终在4月17日发布。专辑中包括与德雷克合作的《Tony Montana》和与T.I.合作的《Magic》两首歌的混音。未来小子表示，“‘Magic’是T.I.离开监狱后参与的首支单曲，我甚至不知道这件事。”这首歌成为了未来小子首支进入公告牌百大单曲榜的单曲。专辑同时收录了他与Trae Tha Truth、劳·凯利和史努比狗狗合作的单曲。2012年10月8日，Pusha T与未来小子合作了他新专辑的首支单曲《Pain》。
有消息称，未来小子将会在2012年11月27日发布他首张专辑《Pluto》的重置版——《Pluto 3D》。专辑包括三首新歌，以及与吹牛老爹和卢达克里斯合作的《Same Damn Time》和与凯莉·罗兰合作的《Neva End (Remix)》两首混音歌曲。 2012年，未来小子创作并制作了巴巴多斯歌手蕾哈娜第七张录音室专辑《道歉太难》中的歌曲，《情...歌》，同时在歌曲中献声。
2013年1月15日，未来小子释出了与他厂牌下歌手 Young Scooter, Slice9, Casino, Mexico Rann 和 Maceo合作的新一张混音带——《F.B.G.: The Movie》。专辑在人气混音带网站Datpiff上创造了250,000次的下载量，并被认证为白金唱片。 未来小子表示，他的第二张录音室专辑《Future Hendrix》，将比首张专辑更加现实，并将包含R&B元素。 专辑将要在2013年发布。专辑将包含与坎耶·韦斯特、蕾哈娜、席亚拉、德雷克、凯莉·罗兰、Jeremih、迪波洛、André 3000以及其他歌手合作的单曲。
专辑的首支单曲，与Casino合作的《Karate Chop》，于2013年1月25日发布，并于当月29日派送都市现代音乐台。歌曲由Metro Boomin制作。与李尔·韦恩合作的官方混音版，同样进行了派台，并于2013年2月19日在iTunes上发布。2013年4月22日，未来小子将专辑的标题改为《Honest》，并宣布专辑将在11月26日释出。 由于参与德雷克的Would You Like A Tour? 巡演，专辑被推迟至2014年4月22日发布。2013年12月，未来小子宣布将在Kat Dahlia即将发布的专辑《My Garden》中献声。2015年7月16日，未来小子发布了新专辑《DS2》。

### 2015-2016年: DS2，What a Time to Be Alive 和 Evol

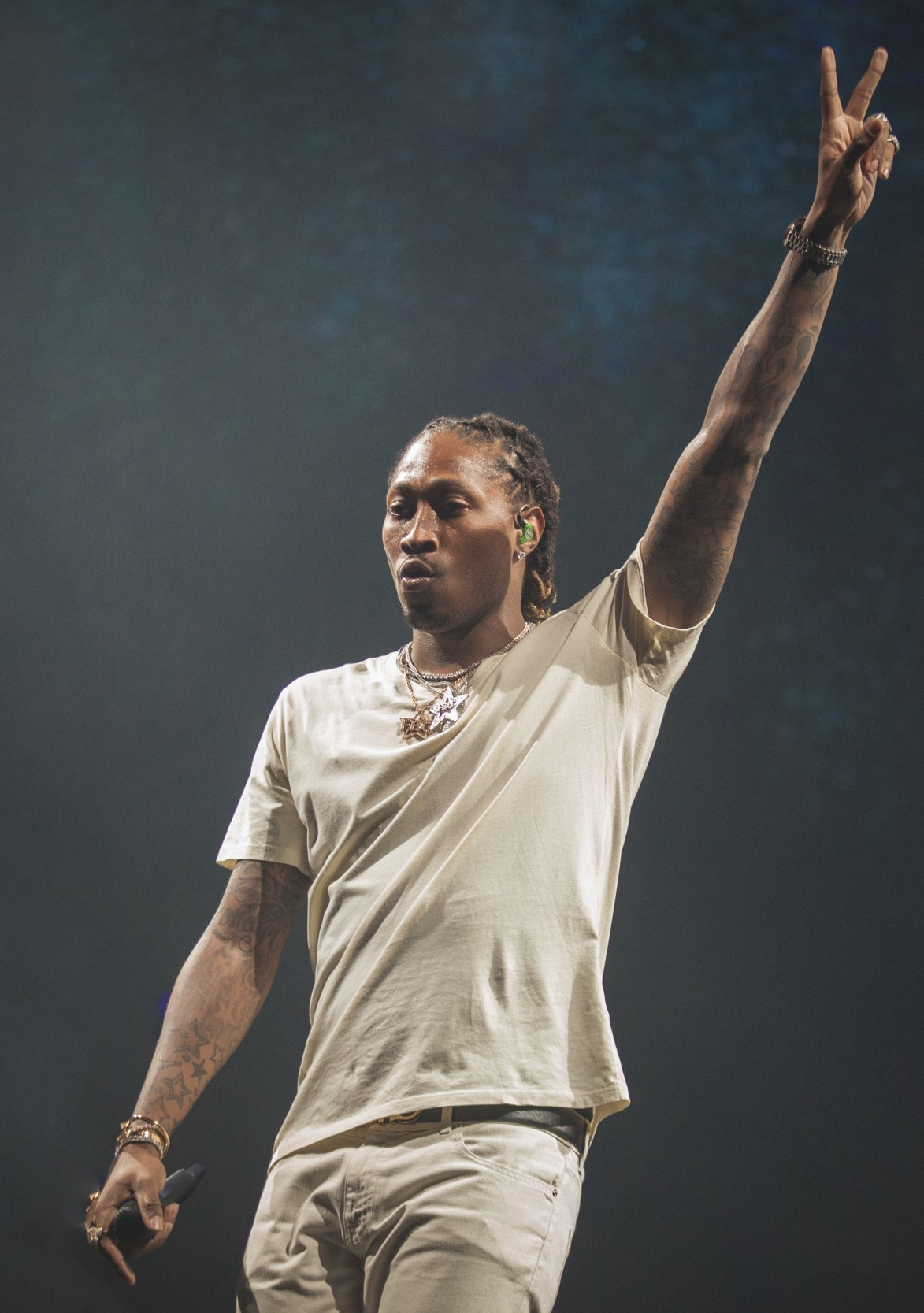
2016年，未来小子在Summer Sixteen巡演上的演出

2015年9月20日，未来小子释出了与加拿大嘻哈艺人德雷克合作的混音带——《What a Time to Be Alive》。 这张专辑成为了自2004年Jay Z以来的十一年中，首张同时在公告牌二百强专辑榜、公告牌R&B榜单和公告牌说唱榜单上取得冠军的专辑。 混音带在美国已经售出超过334,000份。 2016年1月17日，未来小子释出了另一张混音带——《Purple Reign》，专辑由Metro Boomin和DJ Esco监制，并与Southside、Zaytroven等艺人合作。 2016年2月5日，未来小子在DJ 哈立德主持的新一期Beats 1广播节目《We The Best》上释出了他的第四张录音室专辑——《EVOL》。 在2016年，未来小子成为自2010年《欢乐合唱团》原声带以来，在最短时间内拥有三张美国公告牌二百强专辑榜冠军专辑的歌手。
2016年6月9日，未来小子登上《滚石》杂志。

### 2017年-至今:Future
2017年情人节，未来小子在Instagram上宣布，他的第五张录音室专辑，即同名专辑，将于2017年2月17日释出。 一个星期之后，他将释出自己的第六张录音室专辑——《HNDRXX》。2018年1月，他客串美國創作歌手泰勒絲的歌曲「End Game」，並獲得許多佳績及獲得美國唱片業協會的白金認證。

## 音乐风格
未来小子经常在自己的歌曲——无论是说唱还是演唱部分——使用Auto-Tune。《Pitchfork》评论道，未来小子“出人意料的向我们展示了，Auto-Tune仍可以作为一件艺术工具”，并称他“找到了许多使用该软件去增强和修饰情感的方式”。 《GQ》称，他“设法赋予了令人生厌的Auto-Tune新的能力"，表示他"将它与低吟相结合，以表达他的情感，然后[...]延伸和修饰他的歌词，直到他们不太像日常的语言，而是更像即将喷薄而出的情感”。 《洛杉矶时报》写道，“未来小子高度处理的人声描绘出了一个为爱情、毒品或科技推向迷茫和绝望的男人的形象”，并称他的音乐“奇迹般的表现了对时间的麻木”。
2014年，同样使用音频处理器的嘻哈歌手T-Pain，批评了未来小子的对其的非传统使用。 对此，未来小子在接受采访时表示，“从我第一次使用Auto-Tune开始，我从来不用它来歌唱。 我不像T-Pain那样使用它。我用它来说唱，因为它能使我的声音更具有标志性。 现在大家都想使用Auto-Tune。我并不代表所有人。”未来小子的音乐风格被人们称为陷阱音乐.

## 个人生活
未来小子与Jessica Smith、Brittni Mealy、India J和歌手席亚拉四个女人结过婚，并各有一个孩子。 ，他在2013年10月与席亚拉结婚，但2014年8月，席亚拉与其断绝了关系。 他们的儿子Future Zahir Wilburn，出生于2014年5月19日。
2016年，未来小子与Jessica Smith和席亚拉两人对簿公堂。 Smith起诉他未支付孩子的抚养费，并指出，“由于缺少了来自未来小子的父爱”，他们的儿子“产生了情绪和行为问题”。 席亚拉则起诉未来小子诽谤、诋毁他。在2016年10月，一名法官称，未来小子抨击席亚拉的一连串推特，与她所要的150万美元无关。

## 唱片
录音室专辑
- 《I NEVER LIKED YOU》(2022年)
- 《Pluto》 (2012年)
- 《Honest》 (2014年)
- 《DS2》 (2015年)
- 《EVOL》 (2016年)
- 《FUTURE》 (2017年)
- 《HNDRXX》 (2017年)
- 《The Wizrd》 (2019年)
- 《High Off Life》(2020年)

混音带
- 《Monster》 (2014年)
- 《Beast Mode》 (2015年)
- 《56 Nights》 (2015年)
- 《What a Time to Be Alive》 （与德雷克合作）(2015年)
- 《Purple Reign》 (2016年)

## 巡回演唱会
合作演出
- Summer Sixteen Tour (与德雷克合作) (2016年)[51]

## 奖项和提名

### 全美音乐奖
由迪克·克拉克创办于1973年的全美音乐奖，是美国的年度音乐盛事之一。未来小子曾获得两项提名。
| 年份 | 被提名作品/个人                             | 奖项                    | 结果 | 参考资料 |
| ---- | ------------------------------------------- | ----------------------- | ---- | -------- |
| 2016 | 未来小子                                    | 最受喜爱的说唱/嘻哈艺人 | 提名 | [ 52 ]   |
| 2016 | 《What a Time to Be Alive》（与德雷克合作） | 最受喜爱的说唱/嘻哈歌曲 | 提名 | [ 52 ]   |

### 黑人娱乐电视大奖
黑人娱乐电视大奖（BET Awards）是由黑人娱乐电视台（BET）于2001年设立奖项的，旨在奖励过往的一年中非裔美国人及其他少数族裔在音乐、表演、体育及其他领域的杰出表现的奖项。该奖项为年度奖，由黑人娱乐电视台直播颁奖礼。
| 年份 | 被提名作品/个人                 | 奖项                 | 结果 | 参考资料 |
| ---- | ------------------------------- | -------------------- | ---- | -------- |
| 2012 | 未来小子                        | 最佳新人             | 提名 | [ 53 ]   |
| 2013 | 未来小子                        | 最佳男性嘻哈艺人     | 提名 | [ 54 ]   |
| 2014 | 未来小子                        | 最佳男性嘻哈艺人     | 提名 | [ 55 ]   |
| 2016 | 未来小子                        | 最佳男性嘻哈艺人     | 提名 | [ 56 ]   |
| 2016 | 《Where Ya At》（与德雷克合作） | 最佳合作             | 提名 | [ 56 ]   |
| 2016 | 《Where Ya At》（与德雷克合作） | “可口可乐”评论家大奖 | 提名 | [ 56 ]   |
| 2016 | 未来小子和德雷克                | 最佳组合             | 获奖 | [ 56 ]   |

### 黑人娱乐电视大奖嘻哈奖
黑人娱乐电视大奖嘻哈奖是由黑人娱乐电视台播出，旨在展示优秀的嘻哈歌手、制作人和音乐录影带导演的年度奖项。
| 年份 | 被提名作品/个人                                               | 奖项             | 结果 | 参考资料 |
| ---- | ------------------------------------------------------------- | ---------------- | ---- | -------- |
| 2011 | 《Racks》 （与YC Worldwide合作）                              | 最佳聚会歌曲     | 提名 |          |
| 2012 | 《Same Damn Time》                                            | 最佳聚会歌曲     | 提名 |          |
| 2013 | 《Bugatti》 （与Ace Hood和Rick Ross合作）                     | 最佳聚会歌曲     | 提名 | [ 57 ]   |
| 2013 | 《Bugatti》 （与Ace Hood和Rick Ross合作）                     | 最具号召性的词段 | 提名 | [ 57 ]   |
| 2013 | 《Bugatti》 （与Ace Hood和Rick Ross合作）                     | 最佳合作/组合    | 提名 | [ 57 ]   |
| 2014 | 《Move That Dope》 （与法瑞尔·威廉姆斯、Pusha T和Casino合作） | 最佳合作/组合    | 提名 | [ 58 ]   |
| 2014 | 《Move That Dope》 （与法瑞尔·威廉姆斯、Pusha T和Casino合作） | 最佳聚会歌曲     | 获奖 | [ 58 ]   |
| 2014 | 《Move That Dope》 （与法瑞尔·威廉姆斯、Pusha T和Casino合作） | 最佳嘻哈录影带   | 提名 | [ 58 ]   |
| 2014 | 《Move That Dope》 （与法瑞尔·威廉姆斯、Pusha T和Casino合作） | 最具人气歌曲     | 提名 | [ 58 ]   |
| 2014 | 《Honest》                                                    | 最佳专辑         | 提名 | [ 58 ]   |
| 2014 | 未来小子                                                      | 最佳艺人         | 提名 | [ 58 ]   |
| 2015 | 未来小子                                                      | 最佳艺人         | 提名 | [ 59 ]   |
| 2015 | 《Fuck Up Some Commas》                                       | 最佳聚会歌曲     | 提名 | [ 59 ]   |
| 2015 | 《Fuck Up Some Commas》                                       | 最具人气歌曲     | 提名 | [ 59 ]   |
| 2015 | 《56 Nights》                                                 | 最佳混音带       | 获奖 | [ 59 ]   |
| 2015 | 《Beast Mode》                                                | 最佳混音带       | 提名 | [ 59 ]   |
| 2015 | 《Monster》                                                   | 最佳混音带       | 提名 | [ 59 ]   |
| 2016 | 《Purple Regin》                                              | 最佳混音带       | 提名 | [ 60 ]   |
| 2016 | 未来小子                                                      | 最佳艺人         | 提名 | [ 60 ]   |
| 2016 | 未来小子                                                      | 最佳表演者       | 提名 | [ 60 ]   |
| 2016 | 未来小子                                                      | 最具价值艺人     | 提名 | [ 60 ]   |
| 2016 | 未来小子                                                      | 最具吸引力艺人   | 提名 | [ 60 ]   |
| 2016 | 《I Got the Keys》 （与DJ 哈立德和Jay Z合作）                 | 最佳嘻哈录影带   | 提名 | [ 60 ]   |
| 2016 | 《I Got the Keys》 （与DJ 哈立德和Jay Z合作）                 | 最佳合作/组合    | 提名 | [ 60 ]   |
| 2016 | 《Jumpman》 （与德雷克合作）                                  | 最佳合作/组合    | 提名 | [ 60 ]   |
| 2016 | 《DS2》                                                       | 年度专辑         | 提名 | [ 60 ]   |

### 公告牌音乐奖
公告牌音乐奖是由《公告牌》杂志颁发，旨在表彰一年内获得较好榜单商业成绩的奖项。未来小子曾获得两项提名。
| 年份 | 被提名作品/个人                             | 奖项         | 结果 | 参考资料 |
| ---- | ------------------------------------------- | ------------ | ---- | -------- |
| 2016 | 未来小子                                    | 最佳嘻哈艺人 | 提名 | [ 61 ]   |
| 2016 | 《What a Time to Be Alive》（与德雷克合作） | 最佳嘻哈歌曲 | 提名 | [ 61 ]   |

### 格莱美奖
格莱美奖是由由美国国家录音艺术科学学院负责颁发，目的在于奖励过去一年中成就出众的音乐艺术家的奖项。
| 年份 | 被提名作品/个人           | 奖项     | 结果 | 参考资料 |
| ---- | ------------------------- | -------- | ---- | -------- |
| 2017 | 《Views》（作为合作艺人） | 最佳专辑 | 提名 | [ 62 ]   |

### iHeartRadio音乐奖
iHeartRadio音乐奖创立于2014年，旨在表彰一年内在全美iHeartRadio广播电台及其数字平台上表现较好的音乐。
| 年份 | 被提名作品/个人 | 奖项         | 结果 | 参考资料 |
| ---- | --------------- | ------------ | ---- | -------- |
| 2016 | 未来小子        | 最佳嘻哈艺人 | 提名 | [ 63 ]   |

### Much音乐录影带奖
Much音乐录影带奖是由加拿大电视台颁发，旨在表彰一年中最好的音乐录影带的奖项。
| 年份 | 被提名作品/个人                  | 奖项           | 结果 | 参考资料 |
| ---- | -------------------------------- | -------------- | ---- | -------- |
| 2015 | 《DnF》（与P Reign和德雷克合作） | 最佳嘻哈录影带 | 获奖 | [ 64 ]   |